# Дмитриевское сельское поселение (Ульяновская область)
Дми́триевское се́льское поселе́ние — муниципальное образование в составе Радищевского района Ульяновской области. Административный центр — село Дмитриевка. 

## Население
| 2010 | 2012  | 2013  | 2014  | 2015  | 2016 | 2017 |
| ---- | ----- | ----- | ----- | ----- | ---- | ---- |
| 1149 | ↘1104 | ↘1092 | ↘1063 | ↘1022 | ↘994 | ↘983 |
| 2018 | 2019  | 2020  | 2021  |       |      |      |
| ↘965 | ↗970  | ↘962  | ↘915  |       |      |      |

## Состав сельского поселения
В состав поселения входят 3 населённых пункта: 2 села и 1 посёлок.
| № | Населённый пункт | Тип населённого пункта       | Население |
| - | ---------------- | ---------------------------- | --------- |
| 1 | Гремячий         | посёлок                      | 197       |
| 2 | Дмитриевка       | село, административный центр | 514       |
| 3 | Соловчиха        | село                         | 438       |